# Public Address
Public Address eller bare PA er en betegnelse for store lydanlæg, der formidler lyden ud til mange mennesker. Normalt drejer det sig om information, dvs. tale, og det kræver ikke nær så stor lydkvalitet som musik. Et frekvensområde fra 300 Hz til 3000 Hz har været nok til at gøre telefonkommunikation forståelig, hvorfor mange PA-anlæg traditionelt ikke har sigtet efter ret meget bedre lyd. Det svage punkt har altid været højttalerne, da disse ofte er monteret udendørs og skal derfor kunne tåle vejrliget. Her er foldehornet velegnet – det er endda også meget retningsbestemt. Frekvensgangen er ikke imponerende, men til tale går den an.
Et andet problem med PA-anlæg er ledningernes længde. Hvis der benyttes almindelige højttalere med en impedans på 4 ohm, vil der tabes meget effekt med lange ledninger. Hvis blot ledningernes ohmske modstand kommer op på bare 4 ohm, vil der kun afsættes den kvarte effekt i højttalerne, da kun halvdelen af spændingen kommer frem til højttaleren. Dette problem løses ved at benytte særlige forstærkere, der via en transformator i udgangen afgiver et 100 volts audiosignal. I hver højttaler er så monteret en transformator, der transformerer spændingen ned til selve højttalerenheden (egentlig omsætter den impedansen). Hver højttaler belaster dermed med meget mindre strøm, og flere højttalere kan kobles parallelt. Der vil i praksis ikke være stor forskel på lydstyrken fra en højttaler tæt på forstærkeren og en, der sidder efter 2-300 meters kabel. Det fungere efter samme princip som transporten af energi vis højspændingsledninger.
Højttalerne betegnes med en effekt, og det er ikke en max-effekt som på high fidelity-grej; det er den faktisk aftagne effekt ved et 100 volts signal. Hermed er regnestykket meget nemt: En 100 watts forstærker kan belastes med f.eks. 4 horn på 25 watt.
Har man brug for 8 horn, må man benytte en 200 watts forstærker (eller anbringe 2 stk 100-watts forstærkere i serie (her tager man ud fra transformatorernes 50-volts-vindinger, det giver stadig 100 volt ud, og forstærkerne deler belastningen)). Har man kun een 100-watts-forstærker må man forsyne de 8 horn fra 70-volts-udgangen og finde sig i at der kun afsættes halv effekt i højttalerne (= 8×12,5W = 100W).

## Anvendelse
PA-anlæg anvendes bl.a. i skoler, butikscentre, lufthavne og på jernbanestationer til at sende informationer til publikum eller ansatte.
Ved større (udendørs) koncerter anvendes også PA-anlæg, men her dog som regel med langt bedre lydgengivelse end de simplere, som 'blot' skal gengive almindelig tale.